# Ässjan
Ässjan är en sjö i Hudiksvalls kommun i Hälsingland och ingår i Harmångersåns huvudavrinningsområde. Sjön är 2 meter djup, har en yta på 0,218 kvadratkilometer och befinner sig 268 meter över havet. Sjön avvattnas av vattendraget Sågbäcken.

## Delavrinningsområde
Ässjan ingår i det delavrinningsområde (688450-154074) som SMHI kallar för Mynnar i Dalvikssjön. Medelhöjden är 288 meter över havet och ytan är 26,36 kvadratkilometer. Det finns inga avrinningsområden uppströms utan avrinningsområdet är högsta punkten. Sågbäcken som avvattnar avrinningsområdet har biflödesordning 2, vilket innebär att vattnet flödar genom totalt 2 vattendrag innan det når havet efter 59 kilometer. Avrinningsområdet består mestadels av skog (80 procent). Avrinningsområdet har 0,22 kvadratkilometer vattenytor vilket ger det en sjöprocent på 0,8 procent.